# Trinity Trigger
Trinity Trigger (聖塔神記 トリニティトリガ?) è un videogioco di ruolo del 2022 sviluppato da Three Rings.

## Modalità di gioco
Il gameplay di Trinity Trigger è stato paragonato a Secret of Mana.

## Sviluppo
Annunciato con il titolo PROJECT-TRITRI, il team di sviluppo è composto da creativi che hanno collaborato a diversi RPG tra cui Chrono Cross e Octopath Traveler, oltre ad aver lavorato alle serie Mana e Pokémon.
Nel maggio 2022 è stata distribuita una demo del gioco per PlayStation 4 e Nintendo Switch. Sono state apportate modifiche al titolo in seguito al feedback da parte dei giocatori.